# Alarico I di Empúries
Alarico (... – dopo l'848) è stato un nobile franco, conte associato d’Empúries, dall’841 sino alla sua morte.

## Origine
Di origine incerta, di Alarico non si conoscono gli ascendenti.

## Biografia
Nell'841 circa, Alarico compare come conte di Empúries, accanto a Sunyer I; forse era un suo parente (un fratello), che era stato associato al titolo.
Tra l'842 e l'844, assieme al cognato, Argila (figlio di Berà), Alarico compare nella conduzione e nel governo della contea.
Alarico morì nell'844, in quanto Sunyer I, da un documento di Carlo il Calvo, re dei Franchi occidentali, da cui le contee catalane dipendevano, risulta essere nuovamente (unico) conte; il documento, datato 844, e inerente alla Diocesi di Béziers, cita Sunyer ed il fratello, Sunifredo, indicandoli come conti.

## Discendenza
Aveva sposato Rotrude, figlia di Berà, primo conte di Barcellona, come ci viene confermato dal documento n° LXII del Marca Hispanica sive Limes Hispanicus.

Alarico da Rotrude ebbe due o tre figli:
- Aureolo († dopo 845), che, dopo la morte del padre, comprò dalla madre i lasciti di Alarico[4];
- Anna († dopo 876), che, secondo il documento n.169 della Histoire générale de Languedoc, Tomus II Preuves, nell'868, venne citata in un giudizio di Salomone di Urgell[6], mentre, secondo il documento n.190 della Histoire générale de Languedoc, Tomus II Preuves, del 22 aprile 876, citata come figlia di Alarico e Rotrude fece una donazione[7];
- Redlinda († dopo il 913), che aveva sposato il primo Conte di Besalú, Rodolfo[5].

### Fonti primarie
- (LA) Marca Hispanica sive Limes Hispanicus, tomus I.
- (LA) Histoire générale de Languedoc, Tomus II Preuves.

### Letteratura storiografica
- René Poupardin, Ludovico il Pio, in L’espansione islamica e la nascita dell’Europa feudale, collana «Storia del mondo medievale», II volume, Milano, Garzanti, 1999  [1979],  pp. 558–582, SBN RAV0065639.
- René Poupardin, I regni carolingi (840-918), in L’espansione islamica e la nascita dell’Europa feudale, collana «Storia del mondo medievale», II volume, Milano, Garzanti, 1999  [1979],  pp. 583–635, SBN RAV0065639.